# Orientierungslauf-Weltcup 1998
Der Orientierungslauf-Weltcup 1998 war die siebte Auflage der internationalen Wettkampfserie im Orientierungslauf. Die Norwegerin Hanne Staff und der Däne Chris Terkelsen gewannen die Gesamtwertung.
Ausgetragen wurde die Weltcup-Saison in sieben Runden mit insgesamt 13 Wettkämpfen, darunter drei Staffelläufen.

## Austragungsorte
| Runde | Wettkampf | Datum                 | Austragungsort    | Wettbewerb           | Bemerkung |
| ----- | --------- | --------------------- | ----------------- | -------------------- | --------- |
| 1     | 1         | 22. und 23. Mai       | Killarney         | Mitteldistanz        |           |
| 1     | 2         | 25. Mai               | Killarney         | Staffel              |           |
| 2     | 3         | 28. Mai               | Lake District     | Langdistanz          |           |
| 2     | 4         | 30. und 31. Mai       | Lake District     | Kurzdistanz          |           |
| 3     | 5         | 20. bis 24. Juli      | Gävle             | (Mehrtage-Wettkampf) | O-Ringen  |
| 4     | 6         | 12. September         | Krakau            | Staffel              |           |
| 4     | 7         | 14. und 15. September | Krakau            | Langdistanz          |           |
| 5     | 8         | 17. September         | Tatranská Lomnica | Langdistanz          |           |
| 5     | 9         | 19. und 20. September | Tatranská Lomnica | Kurzdistanz          |           |
| 6     | 10        | 26. und 27. September | Otepää            | Langdistanz          |           |
| 6     | 11        | 29. September         | Otepää            | Staffel              |           |
| 7     | 12        | 1. und 2. Oktober     | Hämeenlinna       | Kurzdistanz          |           |
| 7     | 13        | 3. Oktober            | Hämeenlinna       | Langdistanz          |           |

## Herren
| Datum             | Ort               | Distanz | 1. Platz        | 2. Platz          | 3. Platz          | Anmerkungen |
| ----------------- | ----------------- | ------- | --------------- | ----------------- | ----------------- | ----------- |
| 22./23. Mai       | Killarney         | Lang    | Bjørnar Valstad | Walentin Nowikow  | Steven Hale       |             |
| 28. Mai           | Lake District     | Lang    | Chris Terkelsen | Johan Ivarsson    | Bjørnar Valstad   |             |
| 30./31. Mai       | Lake District     | Kurz    | Johan Ivarsson  | Jörgen Mårtensson | Walentin Nowikow  |             |
| 20.–24. Juli      | Gävle             |         |                 |                   |                   |             |
| 14./15. September | Krakau            | Lang    | Chris Terkelsen | Juha Peltola      | Jörgen Mårtensson |             |
| 17. September     | Tatranská Lomnica | Lang    | Sixten Sild     | Bjørnar Valstad   | Chris Terkelsen   |             |
| 19./20. September | Tatranská Lomnica | Kurz    | Janne Salmi     | Fredrik Löwegren  | Bjørnar Valstad   |             |
| 26./27. September | Otepää            | Lang    | Chris Terkelsen | Timo Karppinen    | Johan Ivarsson    |             |
| 1./2. Oktober     | Hämeenlinna       | Kurz    |                 |                   |                   |             |
| 3. Oktober        | Hämeenlinna       | Lang    |                 |                   |                   |             |

## Damen
| Datum             | Ort               | Distanz | 1. Platz        | 2. Platz       | 3. Platz                 | Anmerkungen |
| ----------------- | ----------------- | ------- | --------------- | -------------- | ------------------------ | ----------- |
| 22./23. Mai       | Killarney         | Lang    | Hanne Staff     | Johanna Asklöf | Yvette Hague             |             |
| 28. Mai           | Lake District     | Lang    | Yvette Hague    | Katarina Borg  | Katarina Allberg         |             |
| 30./31. Mai       | Lake District     | Kurz    | Hanne Staff     | Satu Mäkitammi | Katarina Borg            |             |
| 20.–24. Juli      | Gävle             |         | Hanne Staff     |                |                          |             |
| 14./15. September | Krakau            | Lang    | Jana Cieslarová | Satu Mäkitammi | Sabrina Meister-Fesseler |             |
| 17. September     | Tatranská Lomnica | Lang    | Hanne Staff     | Gunilla Svärd  | Külli Kaljus             |             |
| 19./20. September | Tatranská Lomnica | Kurz    | Anniina Paronen | Reeta Kolkkala | Satu Mäkitammi           |             |
| 26./27. September | Otepää            | Lang    | Hanne Staff     | Johanna Asklöf | Katarina Borg            |             |
| 1./2. Oktober     | Hämeenlinna       | Kurz    |                 |                |                          |             |
| 3. Oktober        | Hämeenlinna       | Lang    |                 |                |                          |             |

## Gesamtwertung

### Einzel
| Herren | Herren | Herren               | Herren |
| Platz  | Land   | Athlet               | Punkte |
| ------ | ------ | -------------------- | ------ |
| 1      | DEN    | Chris Terkelsen      | 282    |
| 2      | SWE    | Johan Ivarsson       | 280    |
| 3      | NOR    | Bjørnar Valstad      | 279    |
| 4      | SWE    | Jörgen Mårtensson    | 257    |
| 5      | FIN    | Timo Karppinen       | 243    |
| 6      | NOR    | Carl Henrik Bjørseth | 240    |
| 7      | SUI    | Thomas Bührer        | 239    |
| 8      | SWE    | Jimmy Birklin        | 236    |
| 9      | FIN    | Janne Salmi          | 232    |
| 10     | FIN    | Juha Peltola         | 230    |

| Damen | Damen | Damen                    | Damen  |
| Platz | Land  | Athletin                 | Punkte |
| ----- | ----- | ------------------------ | ------ |
| 1     | NOR   | Hanne Staff              | 296    |
| 2     | FIN   | Johanna Asklöf           | 294    |
| 3     | SWE   | Katarina Borg            | 269    |
| 4     | FIN   | Reeta Kolkkala           | 263    |
| 5     | SUI   | Sabrina Meister-Fesseler | 249    |
| 6     | FIN   | Satu Mäkitammi           | 243    |
| 7     | FIN   | Anniina Paronen          | 241    |
| 8     | SWE   | Katarina Allberg         | 241    |
| 9     | SWE   | Gunilla Svärd            | 238    |
| 10    | GBR   | Heather Monro            | 230    |

### Staffel
| Herren | Herren                 | Herren | Herren |
| Platz  | Land                   | Punkte |        |
| ------ | ---------------------- | ------ | ------ |
| 1      | Dänemark               | 56     |        |
| 2      | Schweden               | 52     |        |
| 3      | Norwegen               | 40     |        |
| 4      | Schweiz                | 38     |        |
| 5      | Tschechien             | 37     |        |
| 6      | Finnland               | 36     |        |
| 7      | Estland                | 26     |        |
| 8      | Vereinigtes Königreich | 26     |        |
| 9      | Litauen                | 22     |        |
| 10     | Polen                  | 14     |        |

| Damen | Damen                  | Damen  | Damen |
| Platz | Land                   | Punkte |       |
| ----- | ---------------------- | ------ | ----- |
| 1     | Norwegen               | 56     |       |
| 2     | Finnland               | 55     |       |
| 3     | Schweiz                | 52     |       |
| 4     | Schweden               | 44     |       |
| 5     | Vereinigtes Königreich | 33     |       |
| 6     | Tschechien             | 29     |       |
| 7     | Dänemark               | 24     |       |
| 8     | Estland                | 21     |       |
| 9     | Litauen                | 14     |       |
| 10    | Polen                  | 14     |       |